# لبلاب الأرض
لبلاب الأرض أو عشبة الرجل أو كفية أو كفنة مدادة أو لبلاب أو کبلاب أرضي (الاسم العلمي: Glechoma hederacea) هو نبات يعيش في لبنان وسوريا والأردن والمغرب وفلسطين وينمو في الأراضي المهملة أو في السواحل أو سفوح الجبال وينتمي إلى فصيلة التبلابيات. يتكاثر بواسطة البذور وتطلق عليه عدة أسماء من بينها عاشق الشجر وحبل المساكين وحشيشة مهبولة.
وهو من النباتات المعمرة التي تستعمل أوراقها وأزهارها طبيًّا.

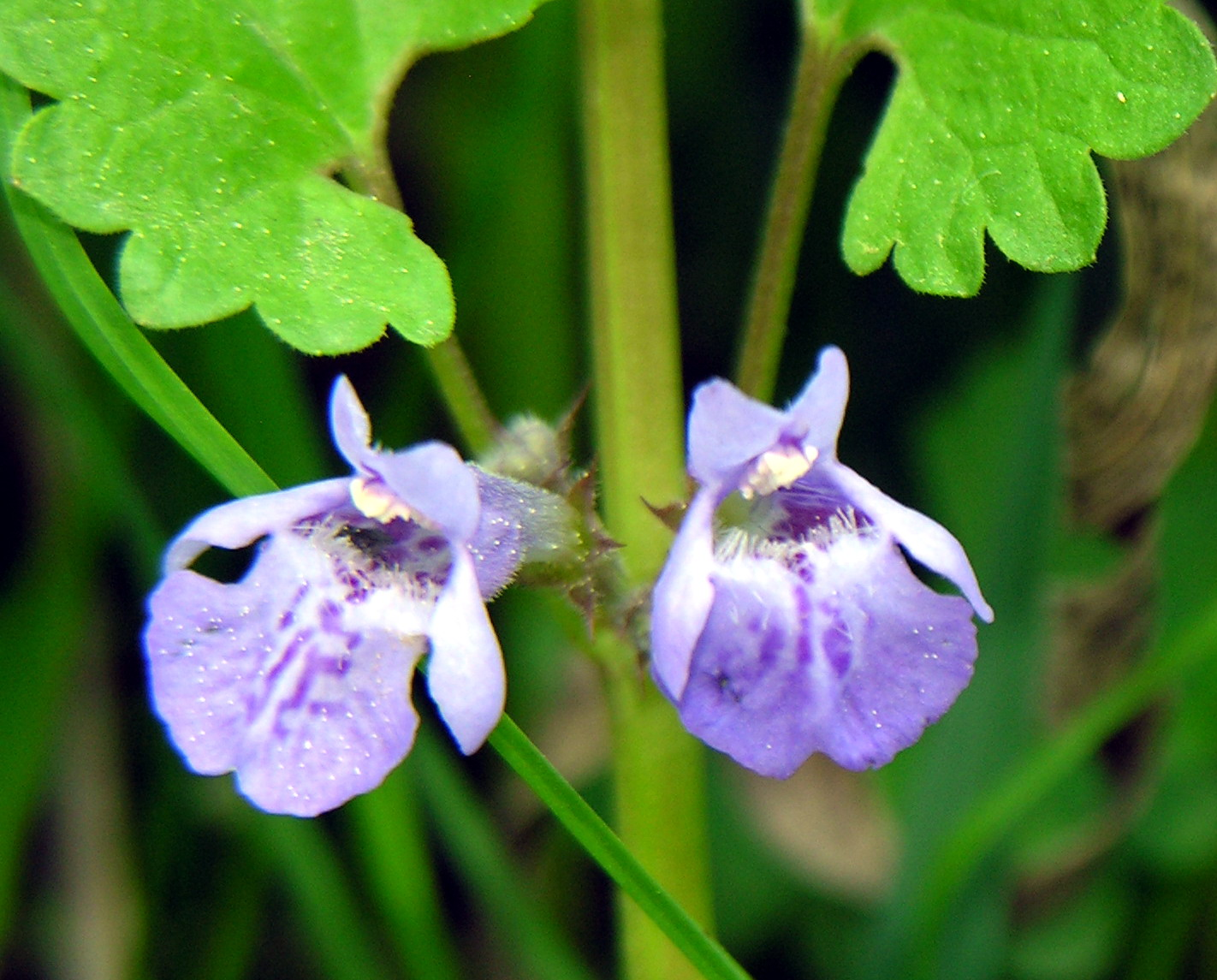
صورة لزهرة لبلاب الارض

## مكان نموها
تظهر في أسفل السياجات وعلى جوانب الحفر وفي الممرات الظليلة وفي الأرض البور.

## أيام تزهيرها
تزهر في أوائل الربيع إلى آخره وتبقى الأوراق خضراء حتى فصل الشتاء.

## استخداماتها
تقطف الحشيشة في أواخر فصل الربيع عندما تكون الزهرة نضرة وتستعمل لعلاج سوء الهضم وأمراض الكلى والخراج والأورام ومشاكل العين والنمش.
أما للخراج فتخلط بنفس كمية من زهر البابونج وتستعمل كمادة لمعالجة السعال وتخلط بنفس الكمية من الفراسيون وحشيشة السعال وتغلى لتصبح شرابًا ثخينًا كالقطر يصفى ويعطى بجرعات من 56 ملل ثلاث مرات يوميًّا.